# الوا، استونی
الوا (به استونیایی: Elva) یکی از شهرهای کشور استونی است.
این شهر در سال ۲۰۱۱ میلادی ۵٬۶۰۷ نفر جمعیت داشته است.

## نگارخانه

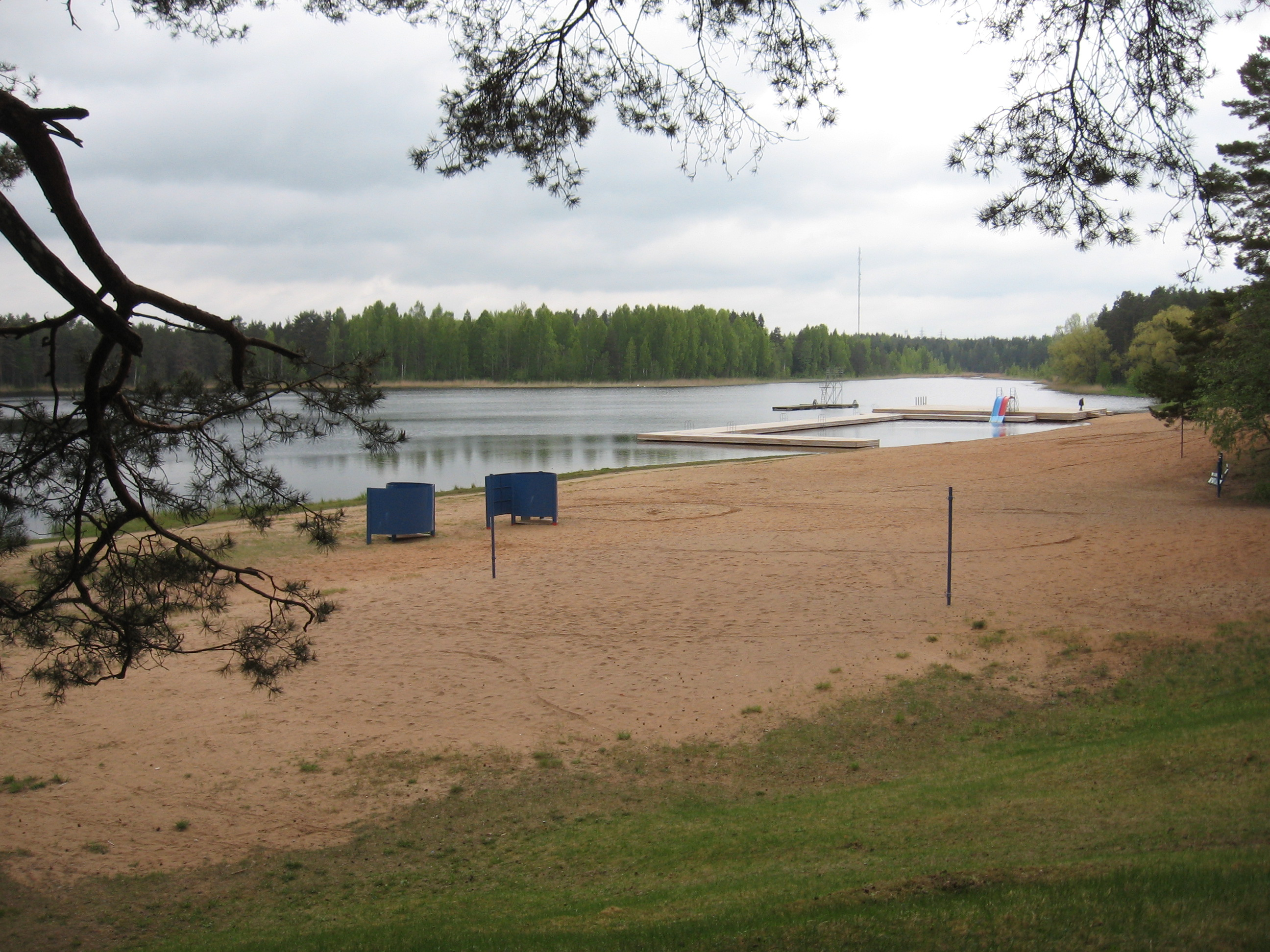
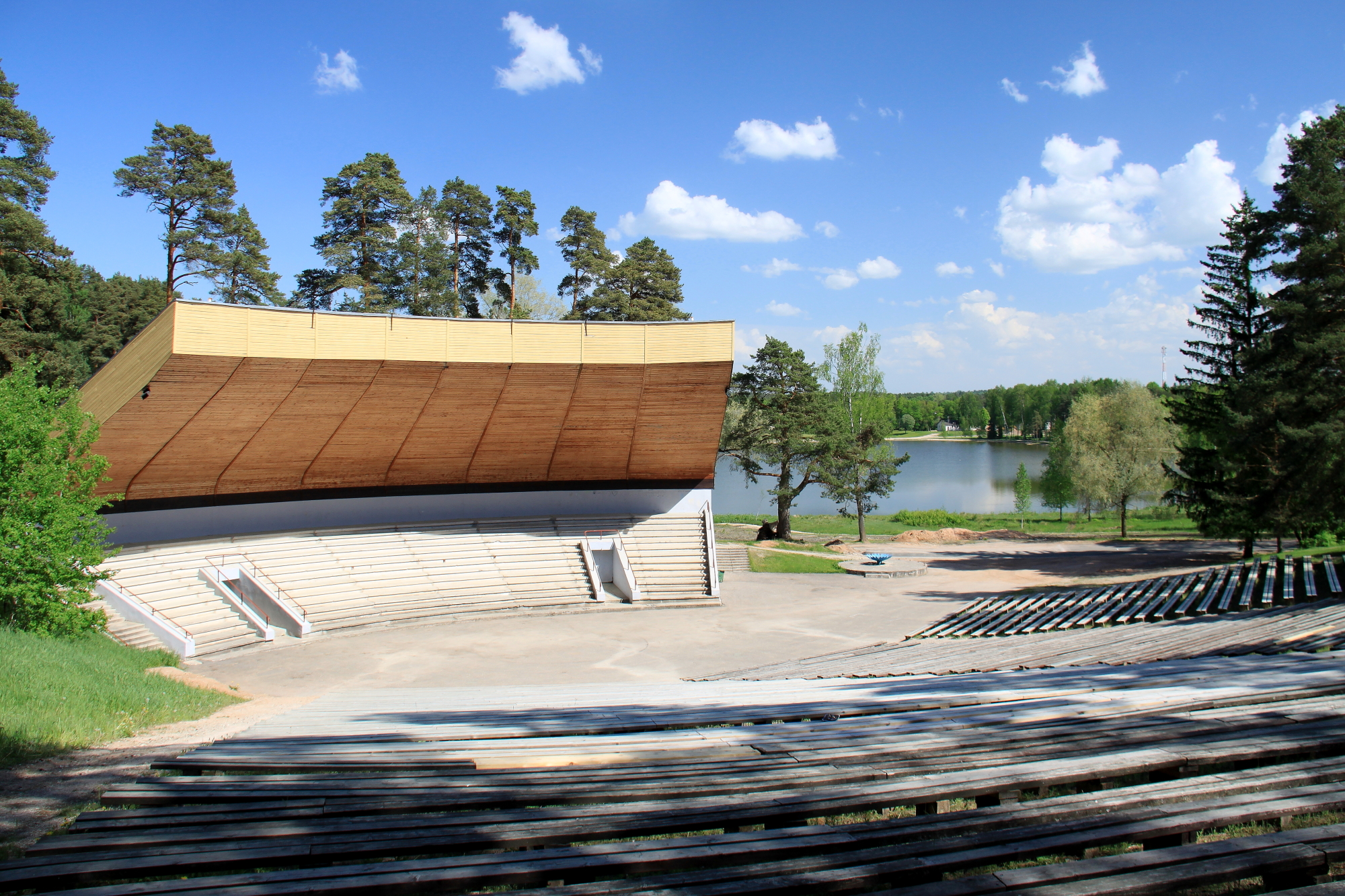
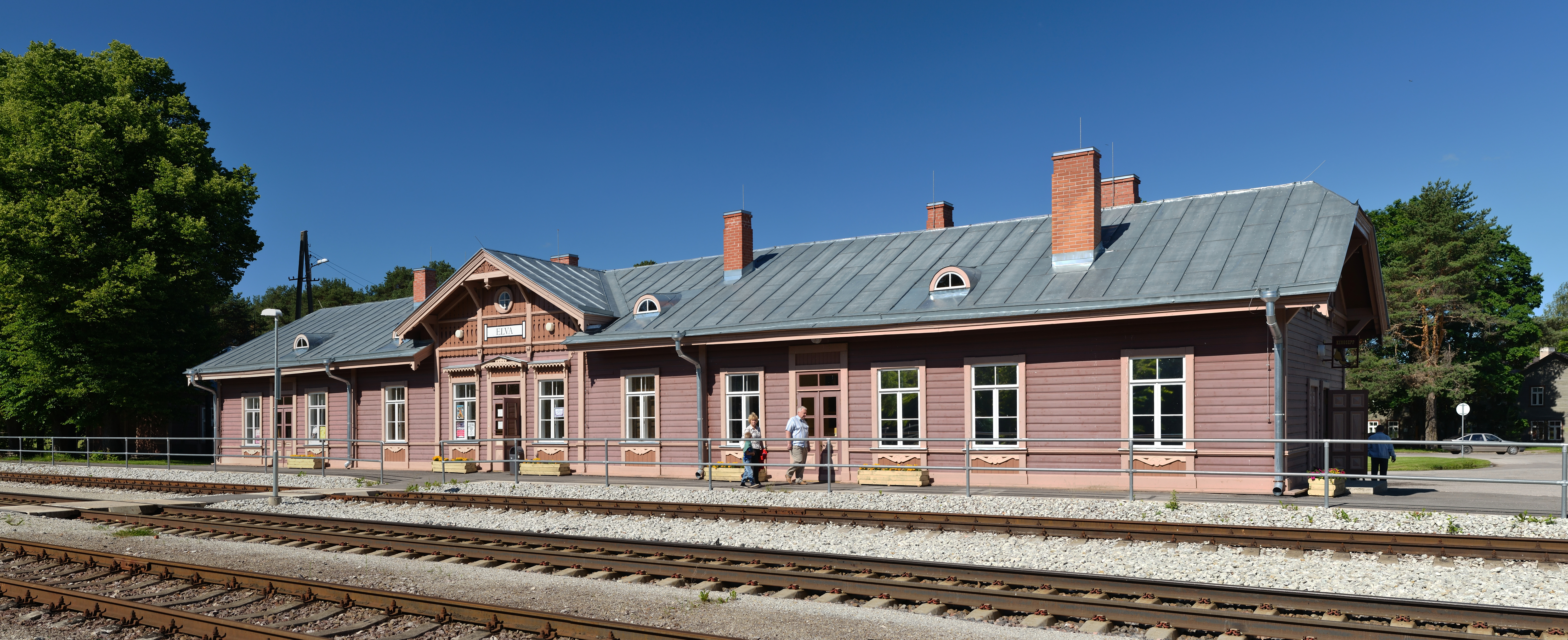
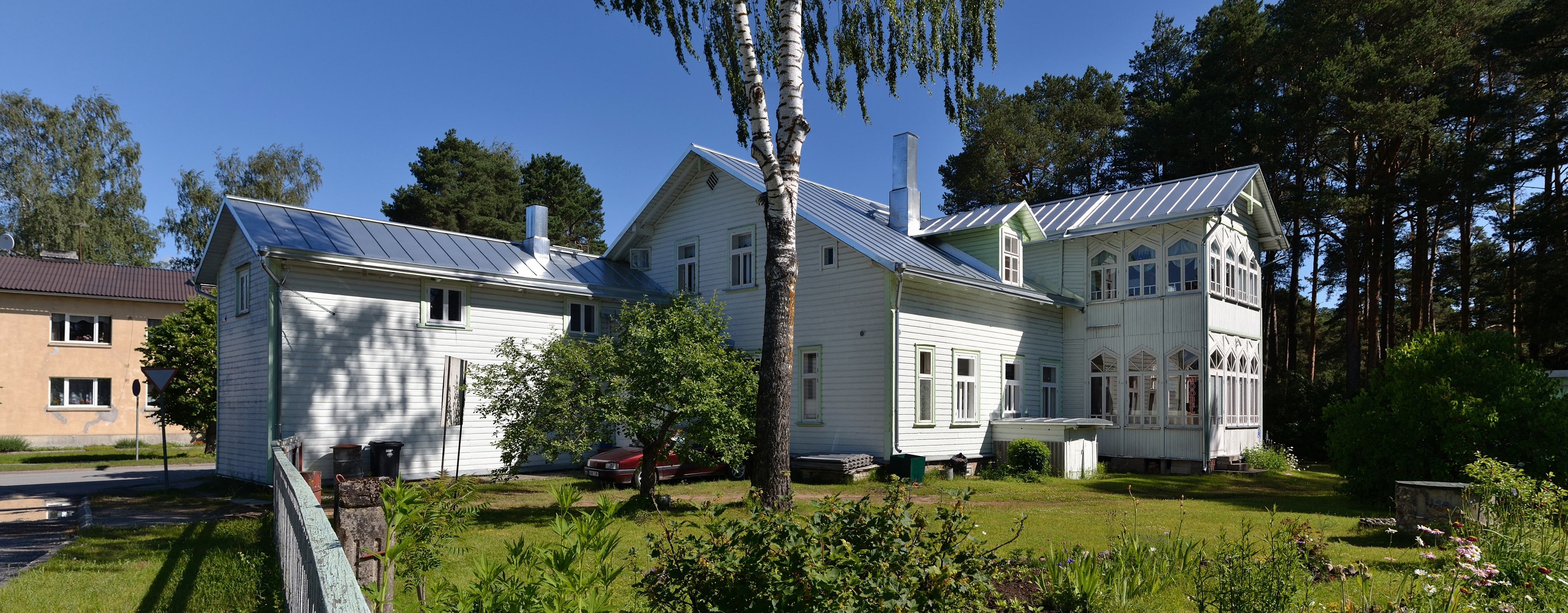

## شهرهای خواهرخوانده
شهرهای خواهرخوانده:
- کمپله, فنلاند
- کریستینهامن, سوئد
- سالو, فنلاند
- زستاپونی, گرجستان